# GOOD DAYS MUSIC あの頃の名曲たち
GOOD DAYS MUSIC あの頃の名曲たち（グッド・デイズ・ミュージック あのころのめいきょくたち）は、STVラジオで放送されているラジオ番組。

## 概要
洋楽を中心に懐かしの楽曲を紹介するリクエスト番組。楽曲は時代背景を語りつつ基本的にフルコーラスで流し、また黒岩が映画好きなこともあり映画音楽のコーナーも設けていた。
タイトルの類似する邦楽リクエスト番組「GOOD TIME MUSIC」とは共通のディレクターが担当している。

## 出演者
- 黒岩孝康[2]（札幌スーパーギャグメッセンジャーズ）

## 放送時間
- 2022年10月2日 - ：日曜11:00-13:00

過去
- 2016年4月10日[1] - 2017年4月2日：日曜9:30-10:55[4]
  - 再放送：月曜3:30-4:55
- 2017年4月9日 - 2018年4月1日：日曜10:30-11:30
- 2018年4月8日 - 2022年9月25日：日曜11:00-12:00

## 主な企画
11時台
- 19X年歌の旅[5]→西暦X年歌の旅
  - 週替りである1つの年をテーマにし、その年のヒット曲を紹介する。
- バースデー・リクエスト
  - 誕生日メッセージを送ったリスナーのリクエストを紹介する。
- ドライビングミュージック
  - ドライブに合う楽曲を紹介する。
- 恋するラヴ・バラード
  - バラードの恋愛ソングを紹介する。
- ロックの殿堂ツアー
  - ロックの殿堂に登録されたミュージシャンの楽曲を主にある1つの登録年で括って紹介する。
- 黒岩孝康世界の旅
  - ある1つの国や都市をテーマにその場所に因んだ楽曲を複数紹介する。

12時台
- ダンス・ミュージック ア・ラ・カルト[5]
  - ダンスミュージックを専門に紹介する。
- ライナーノーツ あの頃の名盤[5]
  - 週替りで1枚のアルバムを取り上げ、収録曲を3曲程度紹介する。

不定期企画
- 待たせてゴメンね!
  - 投稿されてから早期に採用できなかったリクエスト曲を複数紹介する。

過去の企画
- もと歌を聴かせて〜オリジナル・ソング・ストーリー[3]
  - カバーソングとオリジナル楽曲を聴き比べる形で紹介する。
- あの頃のスクリーン・ミュージック[6]
  - 映画音楽を専門に紹介する。
- 魅惑のサウンドトラック
  - 1枚のサウンドトラックをテーマに数曲紹介する。